# Miss Bala
Miss Bala (bra/prt: Miss Bala) é um filme de ação e drama mexicano de 2011 dirigido e escrito por Gerardo Naranjo. Foi selecionado como representante do México à edição do Oscar 2012, organizada pela Academia de Artes e Ciências Cinematográficas, mas não chegou à reta final.[carece de fontes?]

## Sinopse
Desde o primeiro plano, a história é contada através dos olhos inocentes de Laura Guerrero (Stephanie Sigman). Uma garota alta e esbelta de uma família pobre de Tijuana, que sonha em participar de um concurso de beleza com sua melhor amiga Azusy (Azucena), mas seus planos dão errado em uma boate de gangues. Laura está no banheiro quando homens armados deslizam por cima do muro e começam a atirar nos dançarinos, deixando um banho de sangue atrás deles. Como testemunha ocular, ela é sequestrada pelos assassinos. Sua aparência deslumbrante pode ser o que salva sua vida, porque em vez de matá-la, o inescrutável traficante de drogas Lino (Noé Hernández) força “la flaca” a juntar-se à sua gangue.
A partir desse momento, uma escalada de violência, tensão, fumaça e fogo acontece no filme. Os senhores das gangues parecem controlar a polícia, mas não os agentes da DEA dos Estados Unidos, que são seus inimigos implacáveis. Para salvar seu pai e irmão, Laura concorda em usar pacotes de dinheiro, de propriedade de Lino, amarrados com fita em volta de sua cintura fina. Ela é passada pela polícia de fronteira dos Estados Unidos e voa em um pequeno avião para um encontro com um estadunidense (James Russo), que envia de volta novas armas e munições. Mas alguém os traiu e, quando Laura chega à Baixa Califórnia, problemas a aguardam.

## Elenco
- Stephanie Sigman - Laura Guerrero
- Irene Azuela - Jessica Berlanga
- Miguel Couturier - General Salomón Duarte
- Gabriel Heads - Agent Bell
- Noé Hernández - Lino Valdez
- James Russo - Jimmy
- Lakshmi Picazo - Suzu

## Inspiração
Miss Bala é vagamente baseada no verdadeiro caso da rainha da beleza Laura Zúñiga, que em 2008 foi presa em Zapopan junto com sete suspeitos de tráfico de drogas fortemente armados.
Um dos personagens do filme, um agente disfarçado da DEA chamado Enrique “Kike” Cámara, é morto por traficantes de drogas; esse personagem é uma referência óbvia ao agente da DEA Enrique “Kiki” Camarena, que na verdade foi morto em 1985 enquanto trabalhava disfarçado no México.

## Recepção

### Resposta da crítica
Após seu lançamento no Festival de Cannes de 2011, Miss Bala recebeu elogios da crítica. Na página Rotten Tomatoes, relata uma aprovação de 90%, sobre a base de 46 comentários, com uma pontuação média de 7,2/10, ldando ao filme um “Certificado de Frescura” no sistema de classificação da página web. No Metacritic, o filme recebeu uma pontuação média de 82, com base em 14 críticas, indicando “reconhecimento universal”.